# Tatuus

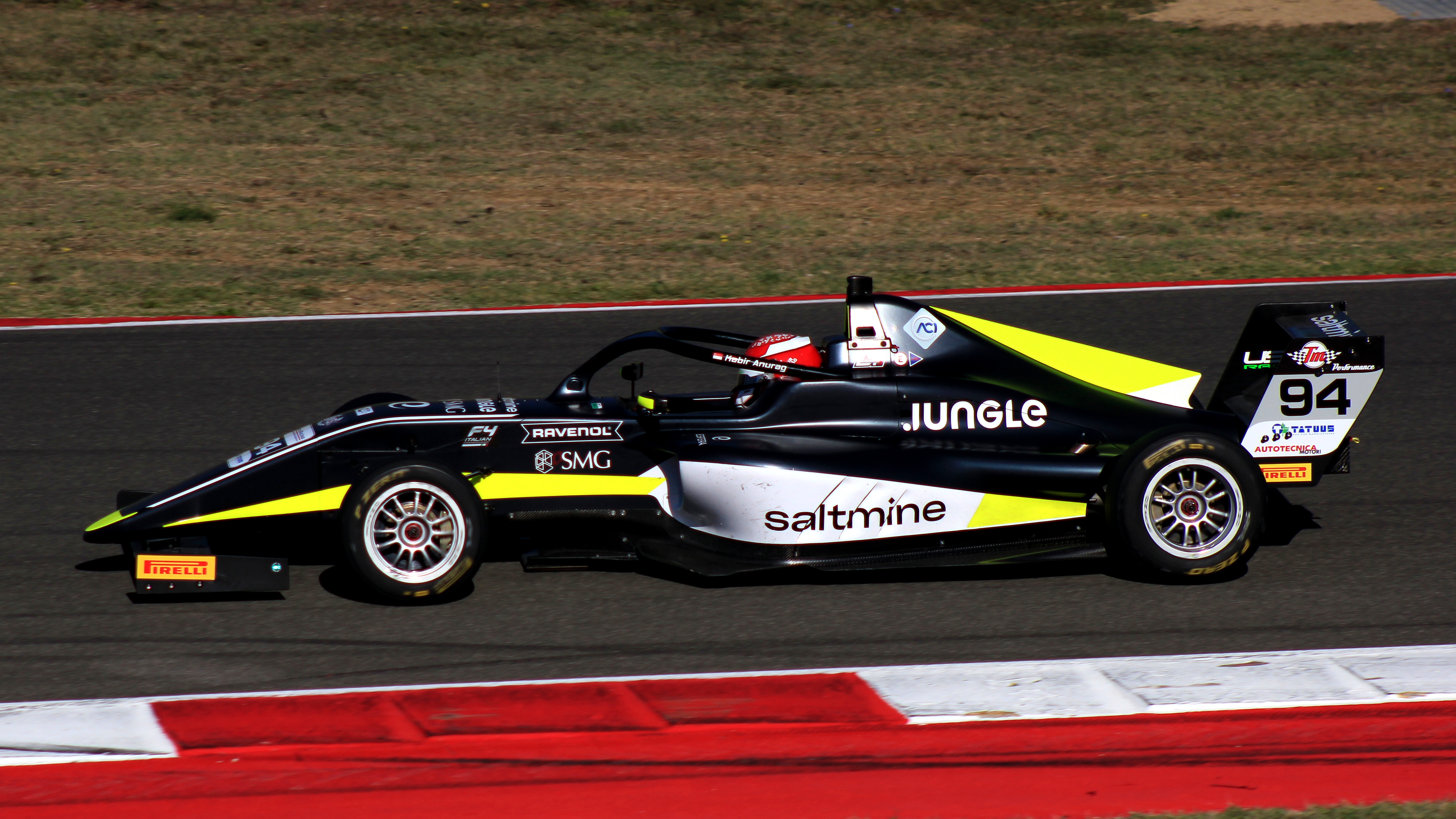
Tatuus Formel 4 2023 in Mugello

Tatuus ist ein italienischer Hersteller von einsitzigen Rennwagen und für den Rennsport hergestellten Sportwagen (Gruppe CN). Die Firma wurde 1980 von Artico Sandonà gegründet. Dieser war auch als Fahrer der ersten Fabrikate in der Formel Monza aktiv.
Tatuus stellt die Fahrgestelle her; die Motoren werden von anderen Firmen geliefert. Ein Schwerpunkt der Produktion ist bzw. war die Formel Renault in verschiedenen Hubraumvarianten. Aber auch Formel Ford, Formel 3 und Formel 4 gehören zum Portfolio. Firmensitz ist Lainate in der Region Lombardei und im benachbarten Concorezzo.
Folgende Fahrzeuge wurden von Tatuus im Jahre 2023 angeboten:
- F.4 T-014: Formel 4 mit Abarth-Motor
- T-014: Cosworth MSV mit Cosworth-Motor
- AP T-016: USF-2000/ Indy Pro 2000 mit Mazda-Motor
- F.3 T-318: Formel 3 mit Alfa-Romeo-Motor, mit Renault-Motor Formel Renault,  mit Toyota-Motor Formel Toyota FT-60[3].

Die F1 Acadamy fährt 2025 mit einem F.4 T-421 Chassis. Der Motor ist hier ein 4 Zylinder Turbo von Autotecnica.
Dies sind die Entwicklungen von 2014 bis 2020. Zwischen 1995 und 2020 wurden eine Vielzahl anderer Monoposti entwickelt, teils für die gleichen Formeln in anderen Regionen. Diese sind aber nicht mehr im aktuellen Verkaufsprogramm. Beispielsweise (mit Entwicklungsjahr):
- Alfa Boxer 1995
- Formel Renault 1995
- Formel Renault 1996
- Formel Ford 2000 1997
- Formel Ford 1600 1998
- Formel Ford 2000 1998
- Formel Renault 2.0 2000
- Formel Renault 1600 2002
- Formel Renault V6 2003
- Formel Renault 2004
- F.C. 106 2005
- Formel Toyota 2005
- Formel Renault 2007
- Formel Master 2007
- Formel Abarth 2010
- Prototipo PY12 2012
- Formel Renault 2013
- FIA Formel 4 2014
- British Formel Renault 2014
- Formel Toyota 2015
- USF-17 2016
- Pro Mazda 2018
- Formel 3 Asia 2018
- Formel 3 Regional 2018
- Formel Renault 2019
- W Series 2019
- Formel Toyota 2020